# Флаг муниципального округа Головинский
Флаг внутригородского муниципального образования муниципальный округ Голови́нский в Северном административном округе города Москвы Российской Федерации — опознавательно-правовой знак, служащий официальным символом муниципального образования.
Первоначально данный флаг был утверждён 28 сентября 2004 года решением муниципального собрания муниципального образования «Головинское» № 52-а как флаг муниципального образования «Головинское».
Законом города Москвы от 11 апреля 2012 года № 11, муниципальное образование Головинское было преобразовано в муниципальный округ Головинский.
Решением Совета депутатов муниципального округа Головинский от 30 мая 2017 года № 60, данный флаг был утверждён флагом муниципального округа Головинский.
Флаг внесён в Государственный геральдический регистр Российской Федерации с присвоением регистрационного номера 11842.

## Описание
Редакция 2004 года
«Флаг муниципального образования Головинское представляет собой двустороннее, прямоугольное полотнище с соотношением сторон 2:3.
В центре красного полотнища флага помещено изображение головы древнерусского витязя натуральных цветов в шлеме. Габаритные размеры изображения составляют 1/2 длины и 3/4 ширины полотнища».
Редакция 2017 года
«Прямоугольное двухстороннее полотнище красного цвета с отношением ширины к длине 2:3, несущее в середине полотнища фигуру из герба муниципального округа Головинский».

## Обоснование символики
Голова древнерусского витязя в шлеме с кольчужной бармицей символизирует название местности. На территории современного муниципального образования существовала деревня Головино, известная с XVI века. Своё название деревня получила по первому владельцу — боярину великого князя Ивана III Ивану Владимировичу Ховрину, по прозвищу Голова, родоначальнику рода Ховриных-Головиных.
На флаге муниципального округа голова в шлеме и бармице «гласный символ» герба округа.
Красный цвет — символ знатного происхождения и мужества, а также символ груда, мужества, жизнеутверждающей силы, красоты и праздника.
Жёлтый цвет (золото) — символ высшей ценности, величия, богатства.
Белый цвет (серебро) — символ чистоты, открытости, божественной мудрости, примирения.